# Phyllocycla viridipleuris
Phyllocycla viridipleuris är en trollsländeart som först beskrevs av Philip Powell Calvert 1909.  Phyllocycla viridipleuris ingår i släktet Phyllocycla och familjen flodtrollsländor. IUCN kategoriserar arten globalt som livskraftig. Inga underarter finns listade i Catalogue of Life.